# Тель-Дор

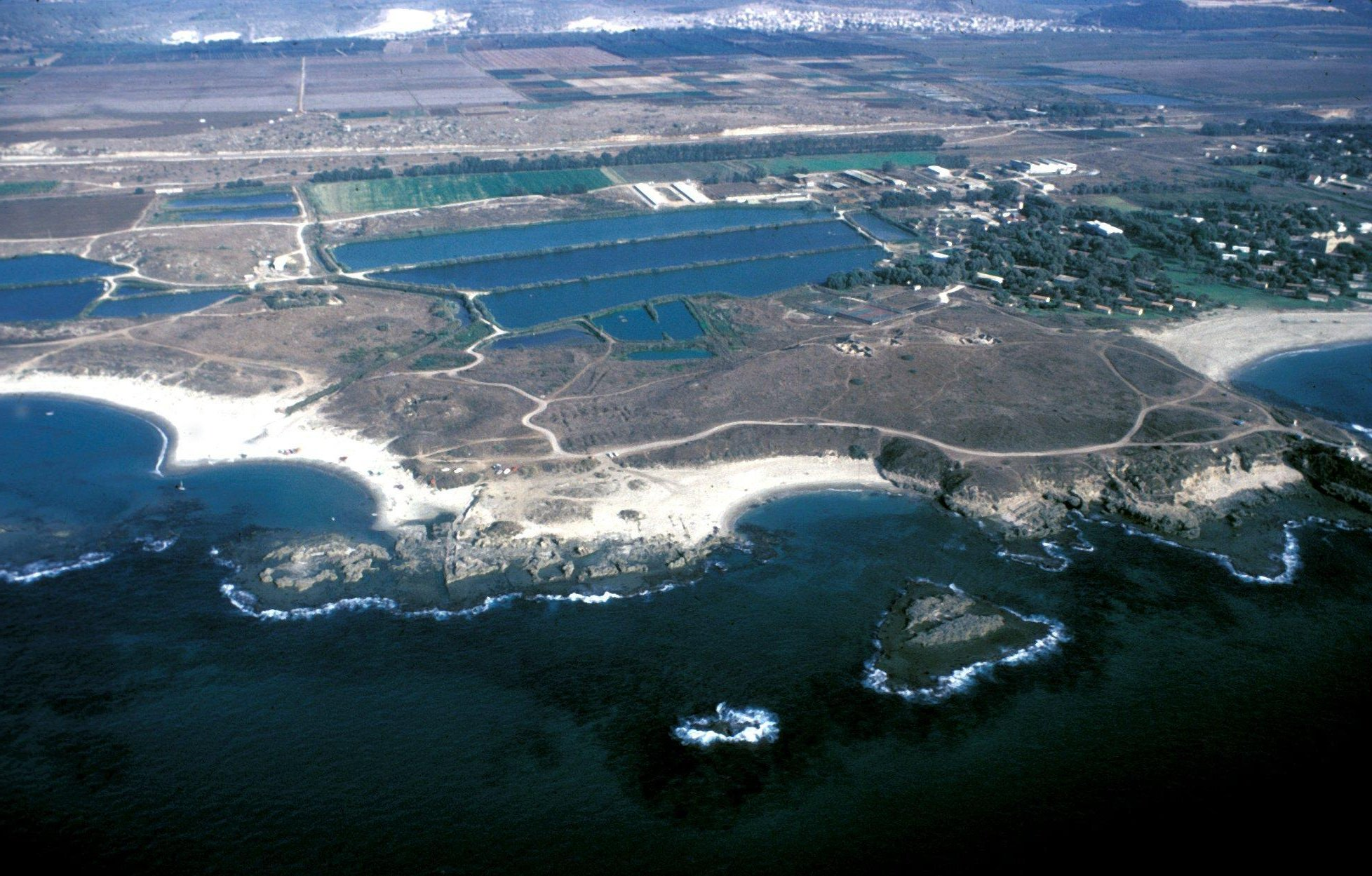

Тель-Дор (івр. תל דור) — стародавнє місто-порт на східному узбережжі Середземного моря між сучасними Хайфою та Тель-Авівом.

## Історія
Поселення знаходиться у вузькому відгалуженні родючої долини Шарон, між горою Кармель і Середземним морем. Вперше Тель-Дор згаданий в документах, що належатиь до часу правління фараона Рамсеса II (1304—1237 до н. е.), але є непрямі свідчення того, що давня людина жила на цьому місці ще 30 000 років тому. За Ханаанського періоду Дор — один з найбільших міст Леванту і був столицею племені тевкрів. Пізніше, протягом декількох століть місто належало фінікійцям.
Після завоювання Ханаана дванадцятьма колінами Ізраїлевими Тель-Дор дістався за жеребом коліну Асирову, але був відданий коліну Манасії. У 732 до н. е. місто було зруйноване ассирійцями. При персах Дор був центром однойменної провінції. Потім входив як місто-держава в імперію Александра Македонського. У часи Селевкідів Дор був сильною фортецею.
У 103 до н. е. область Дор і Вежа Стратона (пізніше перейменована в Кейсарію) були захоплені Александром Яннаєм і приєднані до Юдеї — Хасмонейского царства, але через 40 років відвойовані у нього Римом.
Занепад Тель-Дора починається з часів Ірода Великого, коли інтенсивно будується сусідня Кейсарія, але ще в часи ранньої Візантійської імперії місто існувало.
У XIII столітті хрестоносці, усвідомлюючи вдале стратегічне положення Тель-Дора, побудували там невеликий замок. Після завоювання арабами держав хрестоносців протягом багатьох століть Тель-Дор був занедбаний, і лише руїни замку нагадували про колишню велич міста.
Перші археологічні розкопки стародавнього Тель-Дора були зроблені Британською Школою Археології у Єрусалимі в 1923—1924 роках, але регулярні розкопки почалися у 1980 році Єврейським університетом спільно з вченими Університету Берклі, США.